# Bembidion niloticum
Bembidion niloticum är en skalbaggsart. Bembidion niloticum ingår i släktet Bembidion och familjen jordlöpare.

## Underarter
Arten delas in i följande underarter:
- B. n. niloticum
- B. n. batesi